# Microgeração
A microgeração consiste na geração de calor ou potência(energia) de baixo teor em carbono por indivíduos, pequenas empresas ou comunidades. Entre as tecnologias de microgeração encontram-se turbinas eólicas ou de água pequenas, bombas de calor, painéis solares e fotovoltaicos e MicroCHP.

## Comparação entre a microgeração e a produção de energia a larga escala
|                                       | Microgeração | Produção a larga escala | Notas |
| ------------------------------------- | --- | --- | --- |
| Calor como sub-produto                | - Pode ser usado para aquecimento, aumentando assim a eficiência do consumo. Este método é conhecido como "micro combined heat and power" em inglês (ou microCHP). | - Geralmente não é aproveitado nas centrais eléctricas. | |
| Perdas por transmissão                | - Negligenciável. | - Uma proporção significativa da energia eléctrica é perdida durante a transmissão (a título de exemplo: aproximadamente 8% no Reino Unido de acordo com a BBC).                          | |
| Mudanças na rede                      | - Reduz a carga de transmissão, sendo menor a necessidade de modificações na rede. | - Aumenta a energia transmitida, havendo uma maior necessidade para actualizar a rede. | |
| Em caso de falha na rede eléctrica    | - Electricidade disponível. | - Electricidade não disponível. | |
| Escolhas do consumidor                | - Pode optar pela compra de qualquer sistema legal. | - Pode escolher entre ofertas da companhia eléctrica. | |
| Desempenho e requisitos de manutenção | - Painéis fotovoltaicos, Motores Stirling (bombas de calor), e outros determinados sistemas têm um bom desempenho e podem gerar energia eléctrica continuamente durante milhares de horas com pouca ou nenhuma manutenção. | - Manutenção feita pela companhia eléctrica. O desempenho da rede varia de local para local.                                                                                              | |
| Exageros na campanha publicitária     | - Concentração nas energias renováveis. | - Concentração na crise energética. | - Ambos produzem electricidade. Estão ambos sujeitos a má publicidade.                                             |
| Eficácia                              | - Para a energia eólica e solar, a produção actual é apenas uma fracção da capacidade máxima.\|acessodata= 04 de Novembro de 2009 }}</ref> --> - Sistemas baseados em combustível são eficazes. - Alguns paineis solares são simples de instalar e fornecem energia limpa, independentemente das flutuações no mercado energético. | - Comentadores defendem que os consumidores que compram a electricidade com tarifas de energia limpa podem reduzir mais as emissões de carbono que com a microgeração e a um custo menor. | |
| Economia de escala                    | - Favorece a produção em massa. Os sistemas são mais baratos quando produzem em quantidade. | - Favorece os sistemas maiores, e são tanto mais baratos quão maior for a capacidade de produção.                                                                                         | - Ambos têm vantagens e desvantagens. A eficiência geral é maior quando há um compromisso entre ambos os sistemas. |

A microgeração consegue equilibrar de uma forma dinâmica a oferta e procura por energia eléctrica, ao produzir-se mais energia nos períodos de grande procura e altos preços, e menos energia nos períodos de pouca procura e baixos preços. Esta rede híbrida permite que ambos os sistemas de microgeração e produção a larga escala funcionem com uma maior eficiência energética e de custo que qualquer uma conseguiria em separado.